# 劳伦斯·M·普林西比
劳伦斯·M·普林西比（英語：Lawrence M. Principe，/prɪntʃɪpeɪ/，1962年5月16日—）是一位美国化学家和科学史家，约翰斯·霍普金斯大学教授，主要作品有《科学革命：极简介绍》（The Scientific Revolution: A Very Short Introduction，入选牛津通识读本）、《炼金术的秘密》（The Secrets of Alchemy）等。